# Битва при Вимори
Битва при Вимори — одно из сражений Восьмой (и последней) Религиозной войны во Франции («Войны трёх Генрихов»), произошедшее 26 октября 1587 года между регулярной королевской армией Генриха III под командованием Генриха де Гиза и немецкими и швейцарскими наемниками под командованием Фабиана Донского и Вильгельма Ламарка, которые были наняты, чтобы помочь гугенотским силам Генриха Наваррского, будущего Генриха IV .
Протестантские наемники были наняты на деньги Елизаветы I и короля Дании. После разграбления Лотарингии они прибыли в Бургундию и вступили в область Босе. Конфликты между двумя командирами привели к разделению войска на две части.
В итоге армия Гиза неожиданно атаковала швейцарских наемников и разгромила их у Вимори. Немцы отступили к замку Ону, а швейцарцы решили вступить в переговоры с королевскими войсками.